# BRIT Awards 1989
Die BRIT Awards 1989 wurden am 13. Februar 1989 in der Royal Albert Hall verliehen. Es war die erste Veranstaltung unter diesem Namen und die neunte Preisverleihung der British Phonographic Industry. Vorher hieß sie BPI Awards. Die Moderation übernahmen Mick Fleetwood und Samantha Fox.
Die meisten Awards gewannen mit zwei Stück Fairground Attraction, Michael Jackson und Tracy Chapman.

## Kontroverse
Die Moderation von Mick Fleetwood und Samantha Fox bot starken Anlass zur Kritik. Sie ersetzten den vorigen Moderator Noel Edmonds und hatten sichtlich Probleme, die Moderatorenrolle auszufüllen. So verhaspelten sie sich konstant und vergaßen ihre Stichworte. An einer Stelle kündigten sie The Four Tops an, obwohl Boy George seinen Auftritt hatte und dazu süffisant dem Publikum erklärte: „I’m afraid I’m just the one Top“. Daneben gab es noch weitere Probleme: Stargäste erschienen zu spät und eine von Michael Jackson aufgenommene Dankesrede wurde vergessen einzuspielen. Kenneth Baker, Baron Baker of Dorking, der damalige Minister für Unterricht und Künste, wurde vom Publikum ausgebuht.
Dadurch wurde dies die letzte Show bis zu den BRIT Awards 2007, die live ausgestrahlt wurde. Alle weiteren Verleihungen bis 2007 wurden daher erst mit einem Tag Verzögerung ausgestrahlt.

## Liveauftritte
- Bros – I Owe You Nothing
- Def Leppard – Pour Some Sugar on Me
- Fairground Attraction – Perfect
- Gloria Estefan Miami Sound Machine – Rhythm Is Gonna Get You
- Randy Newman – Falling in love
- Tanita Tikaram – Good Tradition
- Yazz – Got to Share

## Nominierte und Gewinner
| British Album of the Year | Lifetime Achievement |
| --- | --- |
| - Fairground Attraction – The First of a Million Kisses - Aztec Camera – Love - The Pasadenas – To Whom It May Concern - Pet Shop Boys – Introspective - Steve Winwood – Roll with It | - Cliff Richard |
| British Single of the Year | British Video of the Year |
| - Fairground Attraction – Perfect - Art of Noise featuring Tom Jones – Kiss - Deacon Blue – Real Gone Kid - Robert Palmer – She Makes My Day - Tanita Tikaram – Twist in My Sobriety  | - Michael Jackson – Smooth Criminal (Vereinigte Staaten) - Bananarama – Nathan Jones - The Christians – Harvest for the World - George Harrison – When We Was Fab - Wet Wet Wet – Temptation |
| British Male Solo Artist | British Female Solo Artist |
| - Phil Collins - Chris Rea - George Michael - Robert Palmer - Steve Winwood | - Annie Lennox - Mica Paris - Sade Adu - Tanita Tikaram - Yazz |
| British Group | British Breakthrough Act |
| - Erasure - The Christians - Def Leppard - Pet Shop Boys - Wet Wet Wet | - Bros |
| International Male Solo Artist | International Female Solo Artist |
| - Michael Jackson - Alexander O’Neal - Luther Vandross - Prince - Terence Trent D’Arby                                                                                                | - Tracy Chapman - Anita Baker - Enya - Kylie Minogue - Whitney Houston |
| International Group | International Breakthrough Act |
| - U2 - Bon Jovi - Fleetwood Mac - INXS - Womack & Womack | - Tracy Chapman - Belinda Carlisle - Enya - Michelle Shocked - Salt-N-Pepa |
| Classical Recording | Soundtrack/Cast Recording |
| - Trevor Pinnock - André Previn - Jeffrey Tate - Philip Brunelle - Simon Rattle | - Buster - Good Morning, Vietnam - Hairspray - The Princess Bride - Rattle and Hum |